# Vlasulja (biljni rod)
Vlasulja (lat. Festuca) rod trava iz potporodice Pooideae, smješten u subtribus Loliinae, dio tribusa Poeae.
Pripada mu preko 600 vrsta trajnica koje rastu po svim kontinentima, od čega blizu 40 vrsta i u Hrvatskoj, međuj kojima i bodljasti šćetinac ili Psilurus incurvus, sinonim za Festuca incurva. Rod Psilurus ili šćetinac, sinonim je Festucu.
Neke vrste koje nose ovo ime ne pripadaju ovom rodu, to su trstasta vlasulja, Lolium arundinaceum (Schreb.) Darbysh., a sinonim joj je Festuca arundinacea Schreb.; golema vlasulja Lolium giganteum (L.) Darbysh.; livadna vlasulja,  Lolium pratense (Huds.) Darbysh.

## Vrste
1. Festuca abyssinica A.Rich.
2. Festuca acamptophylla (St.-Yves) E.B.Alexeev
3. Festuca acanthophylla É.Desv.
4. Festuca achtarovii Velchev & P.Vassil.
5. Festuca actae Connor
6. Festuca acuminata Gaudin
7. Festuca adamovicii (St.-Yves) Markgr.-Dann.
8. Festuca adanensis Markgr.-Dann.
9. Festuca afghanica Bor
10. Festuca aguana E.B.Alexeev
11. Festuca agustini Linding.
12. Festuca airoides Lam.
13. Festuca akhanii Tzvelev
14. Festuca alaica Drobow
15. Festuca alatavica (St.-Yves) Roshev.
16. Festuca albensis M.Toman
17. Festuca alexeenkoi E.B.Alexeev
18. Festuca alfrediana Foggi & Signorini
19. Festuca algeriensis Trab.
20. Festuca aloha Catalán, Soreng & P.M.Peterson
21. Festuca alopecuros Schousb.
22. Festuca alpestris Roem. & Schult.
23. Festuca alpina Suter, planinska vlasulja
24. Festuca altaica Trin.
25. Festuca altissima All., šumska vlasulja
26. Festuca altopyrenaica Fuente & Ortúñez
27. Festuca ambigua Le Gall, trepavičavi brčak
28. Festuca amblyodes V.I.Krecz. & Bobrov
29. Festuca amethystina L., ljubičastocrvena vlasulja
30. Festuca ampla Hack.
31. Festuca amplissima Rupr. ex Galeotti
32. Festuca amurensis E.B.Alexeev
33. Festuca anatolica Markgr.-Dann.
34. Festuca ancachsana E.B.Alexeev
35. Festuca andicola Kunth
36. Festuca antucensis (Trin.) Steud.
37. Festuca apuanica Markgr.-Dann.
38. Festuca aragonensis (Willk.) Fuente & Ortúñez
39. Festuca archeri E.B.Alexeev
40. Festuca arenicola (Prodan) Soó
41. Festuca argentina (Speg.) Parodi
42. Festuca argentinensis (St.-Yves) Türpe
43. Festuca arizonica Vasey
44. Festuca armoricana Kerguélen
45. Festuca artvinensis Markgr.-Dann.
46. Festuca arvernensis Auquier, Kerguélen & Markgr.-Dann.
47. Festuca asperella E.B.Alexeev
48. Festuca asperula Vickery
49. Festuca asplundii E.B.Alexeev
50. Festuca asthenica Stapf
51. Festuca atlantica Duval-Jouve
52. Festuca auquieri Kerguélen
53. Festuca auriculata Drobow
54. Festuca australis Nees ex Steud.
55. Festuca austrouralensis Kulikov
56. Festuca azgarica E.B.Alexeev
57. Festuca azucarica E.B.Alexeev
58. Festuca baffinensis Polunin
59. Festuca bajacaliforniana Gonz.-Led. & S.D.Koch
60. Festuca balcanica (Acht.) Markgr.-Dann.
61. Festuca bargusinensis Malyschev
62. Festuca bauzanina (Pils) S.Arndt
63. Festuca beamanii E.B.Alexeev
64. Festuca beckeri (Hack.) Trautv.
65. Festuca × belensis M.Toman
66. Festuca benthamiana Vickery
67. Festuca bhutanica E.B.Alexeev
68. Festuca bidenticulata E.B.Alexeev
69. Festuca billyi Kerguélen & Plonka
70. Festuca blepharogyna (Ohwi) Ohwi
71. Festuca boissieri Amo
72. Festuca boliviana E.B.Alexeev
73. Festuca borbonica Spreng.
74. Festuca borderei (Hack.) K.Richt.
75. Festuca boriana E.B.Alexeev
76. Festuca borissii Reverd.
77. Festuca bosniaca Kumm. & Sendtn., oštra vlasulja
78. Festuca boyacensis Stancík
79. Festuca brachyphylla Schult. & Schult.f.
80. Festuca breistrofferi Chas, Kerguélen & Plonka
81. Festuca breviaristata Pilg.
82. Festuca breviglumis Swallen
83. Festuca brevipaleata (St.-Yves) E.B.Alexeev
84. Festuca breviramea Enustsch.
85. Festuca brevis (Boiss. & Kotschy) Asch., Schweinf. & Muschl.
86. Festuca brevissima Jurtzev
87. Festuca brigantina (Markgr.-Dann.) Markgr.-Dann.
88. Festuca bromoides L.
89. Festuca brunnescens (Tzvelev) Galushko
90. Festuca bucegiensis Markgr.-Dann.
91. Festuca burgundiana Auquier & Kerguélen
92. Festuca burmanica E.B.Alexeev
93. Festuca burnatii St.-Yves
94. Festuca bushiana (St.-Yves) Tzvelev
95. Festuca cajamarcae Pilg.
96. Festuca calabrica Huter, Porta & Rigo
97. Festuca calcarea Denchev
98. Festuca caldasii (Kunth) Kunth
99. Festuca californica Vasey
100. Festuca callieri (Hack. ex St.-Yves) Markgr.
101. Festuca calligera (Piper) Rydb.
102. Festuca callosa (Piper) St.-Yves
103. Festuca calva (Hack.) K.Richt.
104. Festuca camerunensis E.B.Alexeev
105. Festuca campestris Rydb.
106. Festuca camusiana St.-Yves
107. Festuca capillifolia Dufour ex Roem. & Schult.
108. Festuca cappadocica (Hack.) Markgr.-Dann.
109. Festuca caprina Nees
110. Festuca carazana Pilg.
111. Festuca carchiensis Stancík
112. Festuca carnuntina R.Tracey
113. Festuca carpatica F.Dietr.
114. Festuca carrascana Stancík & Renvoize
115. Festuca cartagana E.B.Alexeev
116. Festuca casapaltensis Ball
117. Festuca cataonica (Hack. ex Boiss.) Markgr.-Dann.
118. Festuca caucasica (Boiss.) Hack. ex Boiss.
119. Festuca chalcophaea V.I.Krecz. & Bobrov
120. Festuca changduensis L.Liu
121. Festuca chasii Kerguélen & Plonka
122. Festuca chelungkingnica D.M.Chang & Skvortsov ex S.L.Lu
123. Festuca chimborazensis E.B.Alexeev
124. Festuca chiriquensis Swallen
125. Festuca chita Stancík
126. Festuca chitagana Stancík
127. Festuca chodatiana (St.-Yves) E.B.Alexeev
128. Festuca christianii-bernardii Kerguélen
129. Festuca chrysophylla Phil.
130. Festuca chumbiensis E.B.Alexeev
131. Festuca chuquisacae Stancík & Renvoize
132. Festuca cinerea Vill.
133. Festuca circinata Griseb.
134. Festuca circummediterranea Patzke, glatka vlasulja
135. Festuca cirrosa (Speg.) Parodi
136. Festuca claytonii E.B.Alexeev
137. Festuca cleefiana E.B.Alexeev
138. Festuca clementei Boiss.
139. Festuca coahuilana Gonz.-Led. & S.D.Koch
140. Festuca cochabambana E.B.Alexeev
141. Festuca cocuyana Stancík
142. Festuca coelestis (St.-Yves) V.I.Krecz. & Bobrov
143. Festuca colombiana E.B.Alexeev
144. Festuca compressifolia J.Presl
145. Festuca confusa Piper
146. Festuca contracta Kirk
147. Festuca copei Renvoize
148. Festuca cordubensis Devesa
149. Festuca coromotensis Briceño
150. Festuca costata Nees
151. Festuca costei (St.-Yves) Markgr.-Dann.
152. Festuca coxii (Petrie) Hack.
153. Festuca cratericola Markgr.-Dann.
154. Festuca cretacea T.I.Popov ex Proskor.
155. Festuca crispatopilosa Bor
156. Festuca cryptantha Cope
157. Festuca csikhegyensis Simonk.
158. Festuca cumminsii Stapf
159. Festuca cundinamarcae E.B.Alexeev
160. Festuca curvula Gaudin
161. Festuca cuzcoensis Stancík & P.M.Peterson
162. Festuca cyllenica Boiss. & Heldr.
163. Festuca cynosuroides Desf.
164. Festuca cyrnea (St.-Yves & Litard.) Signorini, Foggi & E.Nardi
165. Festuca dahurica (St.-Yves) V.I.Krecz. & Bobrov
166. Festuca dalmatica (Hack.) K.Richt., dalmatinska vlasulja
167. Festuca dasyantha Kunth
168. Festuca dasyclada Beal
169. Festuca debilis (Stapf) E.B.Alexeev
170. Festuca decolorata Markgr.-Dann.
171. Festuca deflexa Connor
172. Festuca degenii (St.-Yves) Markgr.-Dann.
173. Festuca delicatula Lag.
174. Festuca densiflora Tovar
175. Festuca densipaniculata E.B.Alexeev
176. Festuca dentiflora E.B.Alexeev ex Stancík & P.M.Peterson
177. Festuca dertosensis Pyke & L.Sáez
178. Festuca deserti (Coss. & Durieu) Trab.
179. Festuca dichoclada Pilg.
180. Festuca diclina Darbysh.
181. Festuca diffusa Dumort.
182. Festuca dimorpha Guss.
183. Festuca dinirica Stancík
184. Festuca discreta F.M.Vázquez
185. Festuca dissitiflora Steud. ex Griseb.
186. Festuca distichovaginata Pilg.
187. Festuca divergens Tovar
188. Festuca djimilensis Boiss. & Balansa
189. Festuca djurdjurae (Trab.) Romo
190. Festuca dolichantha Keng ex Keng f.
191. Festuca dolichophylla J.Presl
192. Festuca donax Lowe
193. Festuca dracomontana H.P.Linder
194. Festuca drymeja Mert. & W.D.J.Koch, brdska vlasulja
195. Festuca duriotagana Franco & Rocha Afonso
196. Festuca durissima (Hack.) Kerguélen
197. Festuca duvalii (St.-Yves) Stohr
198. Festuca dyris (Maire & Trab.) Romo
199. Festuca earlei Rydb.
200. Festuca ebeliana Enustsch.
201. Festuca edlundiae S.G.Aiken, Consaul & Lefk.
202. Festuca eggleri R.Tracey
203. Festuca elata Keng ex E.B.Alexeev
204. Festuca elbrusica E.B.Alexeev
205. Festuca elegans Boiss.
206. Festuca elgonensis E.B.Alexeev
207. Festuca elmeri Scribn. & Merr.
208. Festuca elviae Briceño
209. Festuca elwendiana Markgr.-Dann.
210. Festuca eriobasis H.Scholz
211. Festuca eskia Ramond ex DC.
212. Festuca eugenii Kulikov
213. Festuca exaristata E.B.Alexeev
214. Festuca extremiorientalis Ohwi
215. Festuca fabrei Kerguélen & Plonka
216. Festuca fasciculata Forssk.
217. Festuca fascinata S.L.Lu
218. Festuca fiebrigii Pilg.
219. Festuca filiformis Pourr., vlasasta vlasulja (sin. F. tenuifolia)
220. Festuca fimbriata Nees
221. Festuca flacca Hack. ex E.B.Alekseev
222. Festuca flavescens Bellardi
223. Festuca floribunda (Pilg.) P.M.Peterson, Soreng & Romasch.
224. Festuca forrestii St.-Yves
225. Festuca fragilis (Luces) Briceño
226. Festuca francoi Fern.Prieto, C.Aguiar, E.Días & M.I.Gut.
227. Festuca frederikseniae E.B.Alexeev
228. Festuca frigida (Hack.) K.Richt.
229. Festuca galicicae Horvat ex Markgr.-Dann.
230. Festuca galiciensis Bednarska
231. Festuca gamisansii Kerguélen
232. Festuca gautieri (Hack.) K.Richt.
233. Festuca geniculata (L.) Lag. & Rodr.
234. Festuca georgii E.B.Alexeev
235. Festuca gilbertiana E.B.Alexeev ex S.M.Phillips
236. Festuca glabrata Tovar
237. Festuca glacialis (Miégev. ex Hack.) K.Richt.
238. Festuca glauca Vill.
239. Festuca glaucispicula Markgr.-Dann.
240. Festuca glumosa Hack. ex E.B.Alekseev
241. Festuca glyceriantha Pilg.
242. Festuca goloskokovii E.B.Alexeev
243. Festuca × gonzalez-ledesmae Darbysh.
244. Festuca gracilior (Hack.) Markgr.-Dann.
245. Festuca gracillima Hook.f.
246. Festuca graeca (Hack.) Markgr.-Dann.
247. Festuca grandiaristata Markgr.-Dann.
248. Festuca gredensis Fuente & Ortúñez
249. Festuca × grodnensis Tretjakov
250. Festuca guaramacalana Stancík
251. Festuca gudoschnikovii Stepanov
252. Festuca guestfalica Boenn. ex Rchb.
253. Festuca gypsophila Hack.
254. Festuca × hackelii Beck
255. Festuca halleri All., Halerova vlasulja
256. Festuca hallii (Vasey) Piper
257. Festuca hartmannii (Markgr.-Dann.) E.B.Alexeev
258. Festuca hatico Stancík
259. Festuca hawaiiensis Hitchc.
260. Festuca hedbergii E.B.Alexeev
261. Festuca hedgei (Bor) E.B.Alexeev
262. Festuca henriquesii Hack.
263. Festuca hephaestophila Nees ex Steud.
264. Festuca hercegovinica Markgr.-Dann.
265. Festuca herrerae Davidse
266. Festuca heteropachys (St.-Yves) Patzke ex Auquier
267. Festuca heterophylla Lam., raznolisna vlasulja
268. Festuca hieronymi Hack.
269. Festuca hintoniana E.B.Alexeev
270. Festuca hircina Enustsch. & Prob.
271. Festuca hirtovaginata (Acht.) Markgr.-Dann.
272. Festuca holubii Stancík
273. Festuca hondae E.B.Alexeev
274. Festuca horridula Pilg.
275. Festuca horvatiana Markgr.-Dann.
276. Festuca huamachucensis Infantes
277. Festuca hubsugulica Krivot.
278. Festuca humbertii Litard. & Maire
279. Festuca humilior Nees & Meyen
280. Festuca huonii Auquier
281. Festuca hyperborea Holmen
282. Festuca hypsophila Phil.
283. Festuca hystrix Boiss.
284. Festuca iberica (Hack.) K.Richt.
285. Festuca idahoensis Elmer
286. Festuca igoschiniae Tzvelev
287. Festuca ilgazensis Markgr.-Dann.
288. Festuca illyrica Markgr.-Dann.
289. Festuca imbaburensis Stancík
290. Festuca imperatrix Catonica
291. Festuca inarticulata Pilg.
292. Festuca incurva (Gouan) Gutermann
293. Festuca incurvatifolia C.Chatel., Dobignard, Jeanm. & J.F.Léger
294. Festuca indigesta Boiss.
295. Festuca inguschetica E.B.Alexeev
296. Festuca inops De Not.
297. Festuca intercedens Lüdi ex Bech.
298. Festuca iranica E.B.Alexeev
299. Festuca irtyshensis E.B.Alexeev
300. Festuca jacutica Drobow
301. Festuca jaliscana E.B.Alexeev
302. Festuca jansenii Markgr.-Dann. ex P.Royen
303. Festuca japonica Makino
304. Festuca javorkae Májovský
305. Festuca jeanpertii (St.-Yves) Markgr.
306. Festuca × jierru Nava
307. Festuca jubata Lowe
308. Festuca junatovii E.B.Alexeev
309. Festuca juncifolia St.-Amans
310. Festuca kamtschatica (St.-Yves) Tzvelev
311. Festuca kansuensis Markgr.-Dann.
312. Festuca karaginensis Enustsch. & Prob.
313. Festuca karatavica (Bunge) B.Fedtsch.
314. Festuca karavaevii E.B.Alexeev
315. Festuca karsiana E.B.Alexeev
316. Festuca kashmiriana Stapf
317. Festuca kemerovensis Chus.
318. Festuca killickii Kenn.-O'Byrne
319. Festuca kingii (S.Watson) Cassidy
320. Festuca × kolesnikovii Tzvelev
321. Festuca kolymensis Drobow
322. Festuca komarovii Krivot.
323. Festuca korabensis (Jáv. ex Markgr.-Dann.) Markgr.-Dann.
324. Festuca koritnicensis Hayek & J.Vetter
325. Festuca kozanensis Foggi & Joch.Müll.
326. Festuca krivotulenkoae E.B.Alexeev
327. Festuca kryloviana Reverd.
328. Festuca kuprijanovii Chus.
329. Festuca kurtschumica E.B.Alexeev
330. Festuca kurtziana St.-Yves
331. Festuca lachenalii (C.C.Gmel.) Spenn.
332. Festuca ladyginii Tzvelev
333. Festuca laegaardii Stancík
334. Festuca laevigata Gaudin
335. Festuca lahonderei Kerguélen & Plonka
336. Festuca lambinonii Kerguélen
337. Festuca lanatifolia Tovar
338. Festuca lanifera E.B.Alexeev
339. Festuca lapidosa (Degen) Markgr.-Dann.
340. Festuca lasiorrhachis Pilg.
341. Festuca laxa Host
342. Festuca lazistanica E.B.Alexeev
343. Festuca lemanii T.Bastard
344. Festuca lenensis Drobow
345. Festuca leptopogon Stapf
346. Festuca levingei Stapf
347. Festuca ligulata Swallen
348. Festuca ligustica (All.) Bertol.
349. Festuca lilloi Hack.
350. Festuca linigluma J.C.Ospina, Sylvester & M.D.P.V.Sylvester
351. Festuca litardiereana Maire
352. Festuca litvinovii (Tzvelev) E.B.Alexeev
353. Festuca livida (Kunth) Willd. ex Spreng.
354. Festuca liviensis (Verg.) Markgr.-Dann.
355. Festuca longiauriculata Fuente, Ortúñez & Ferrero Lom.
356. Festuca longifolia Thuill.
357. Festuca longigluma Tovar
358. Festuca longiglumis S.L.Lu
359. Festuca longiligula Darbysh.
360. Festuca longipanicula Markgr.-Dann.
361. Festuca longipes Stapf
362. Festuca longivaginata Tovar
363. Festuca luciarum Connor
364. Festuca lucida Stapf
365. Festuca lugens (E.Fourn.) Hitchc. ex Hern.-Xol.
366. Festuca macedonica J.Vetter
367. Festuca macra (Stapf) E.B.Alexeev
368. Festuca macrophylla Hochst. ex A.Rich.
369. Festuca madida Connor
370. Festuca magellanica Lam.
371. Festuca makutrensis Zapal.
372. Festuca maleschevica Velchev & P.Vassil.
373. Festuca marcopetrii Veldkamp
374. Festuca marginata (Hack.) K.Richt.
375. Festuca maritima L.
376. Festuca markgrafiae Veldkamp
377. Festuca matthewsii (Hack.) Cheeseman
378. Festuca mekiste Clayton
379. Festuca membranacea (L.) Druce
380. Festuca michaelis Cebolla & Rivas Ponce
381. Festuca microstachys Nutt.
382. Festuca minutiflora Rydb.
383. Festuca × miscella Darbysh.
384. Festuca modesta Steud.
385. Festuca molokaiensis Soreng, P.M.Peterson & Catalán
386. Festuca monguensis Stancík
387. Festuca monticola Phil.
388. Festuca morisiana Parl.
389. Festuca muelleri Vickery
390. Festuca multinodis Petrie & Hack.
391. Festuca muralis Kunth
392. Festuca myuros L.
393. Festuca nandadevica Hajra
394. Festuca × napocae Prodan
395. Festuca nardifolia Griseb.
396. Festuca nemoralis Türpe
397. Festuca nepalica E.B.Alexeev
398. Festuca nereidaensis Stancík
399. Festuca nevadensis (Hack.) Markgr.-Dann.
400. Festuca nigrescens Lam.
401. Festuca nigriflora (Hitchc.) Negritto & Anton
402. Festuca niphobia (St.-Yves) Kerguélen
403. Festuca nitida Kit. ex Schult.
404. Festuca nitidula Stapf
405. Festuca norica (Hack.) K.Richt.
406. Festuca novae-zelandiae (Hack.) Cockayne
407. Festuca nubigena Jungh.
408. Festuca numidica (Trab.) Romo
409. Festuca obturbans St.-Yves
410. Festuca occidentalis Hook.
411. Festuca occitanica (Litard.) Auquier & Kerguélen
412. Festuca ochroleuca Timb.-Lagr.
413. Festuca octoflora Walter
414. Festuca oelandica (Hack.) K.Richt.
415. Festuca × oenensis Vetter
416. Festuca olchonensis E.B.Alexeev
417. Festuca olgae (Regel) Krivot.
418. Festuca olympica J.Vetter
419. Festuca ophioliticola Kerguélen
420. Festuca oreophila Markgr.-Dann.
421. Festuca orientalis (Boiss.) B.Fedtsch.
422. Festuca orizabensis E.B.Alexeev
423. Festuca oroana Stancík
424. Festuca × osswaldii Wein
425. Festuca ovina L.
426. Festuca oviniformis J.Vetter
427. Festuca × pachyphylla Degen ex Nyár.
428. Festuca pallens Host
429. Festuca pallescens (St.-Yves) Parodi
430. Festuca pallidula E.B.Alexeev
431. Festuca pamirica Tzvelev
432. Festuca pampeana Speg.
433. Festuca panciciana (Hack.) K.Richt., Pančićeva vlasulja
434. Festuca panda Swallen
435. Festuca paphlagonica (St.-Yves) Markgr.-Dann.
436. Festuca papuana Stapf
437. Festuca paradoxa Desv.
438. Festuca parciflora Swallen
439. Festuca parodiana (St.-Yves) Nicora
440. Festuca parodii St.-Yves
441. Festuca parvigluma Steud.
442. Festuca parvipaleata Jansen
443. Festuca parvipaniculata Hitchc.
444. Festuca patzkei Markgr.-Dann.
445. Festuca pectinella Delile
446. Festuca penzesii (Acht.) Markgr.-Dann.
447. Festuca peristerea (J.Vetter) Markgr.-Dann.
448. Festuca perrieri A.Camus
449. Festuca peruviana Infantes
450. Festuca petraea Guthnick ex Seub.
451. Festuca picoeuropeana Nava
452. Festuca picturata Pils
453. Festuca pilar-franceii Stancík
454. Festuca pilgeri St.-Yves
455. Festuca pilosella E.B.Alexeev
456. Festuca pindica (Markgr.-Dann.) Markgr.-Dann.
457. Festuca pinifolia (Hack. ex Boiss.) Bornm.
458. Festuca pirinica Horvat ex Markgr.-Dann.
459. Festuca plebeia Vickery
460. Festuca plicata Hack.
461. Festuca × pocutica Zapal.
462. Festuca pohleana E.B.Alexeev
463. Festuca polita (Halácsy) Tzvelev
464. Festuca poluninii E.B.Alexeev
465. Festuca polycolea Stapf
466. Festuca pontica Markgr.-Dann.
467. Festuca popovii E.B.Alexeev
468. Festuca porcii Hack.
469. Festuca potaninii Tzvelev & E.B.Alexeev
470. Festuca presliana Hitchc.
471. Festuca primae E.B.Alexeev
472. Festuca pringlei St.-Yves
473. Festuca probatoviae E.B.Alexeev
474. Festuca procera Kunth
475. Festuca prolifera (Piper) Fernald
476. Festuca prudhommei Kerguélen & Plonka
477. Festuca psammophila (Hack. ex Celak.) Fritsch
478. Festuca pseudeskia Boiss.
479. Festuca pseudodalmatica Krajina
480. Festuca pseudodura Steud.
481. Festuca pseudosclerophylla Krivot.
482. Festuca pseudosulcata Drobow
483. Festuca pseudosupina J.Vetter
484. Festuca pseudotrichophylla Patzke
485. Festuca pseudovaginata Penksza
486. Festuca × pseudovaria J.Vetter
487. Festuca pubigluma Tovar
488. Festuca pubiglumis S.L.Lu
489. Festuca puccinellii Parl.
490. Festuca pulchella Schrad.
491. Festuca pulchra Schur, vlasulja janjčarica (sin. F. pseudovina)
492. Festuca punctoria Sm.
493. Festuca purpurascens Banks & Sol. ex Hook.f.
494. Festuca pyrenaica Reut.
495. Festuca pyrogea Speg.
496. Festuca quadridentata Kunth
497. Festuca quadriflora Honck.,  niska vlasulja
498. Festuca queriana Litard.
499. Festuca raddei Enustsch. & Prob.
500. Festuca rechingeri E.B.Alexeev
501. Festuca renvoizei Stancík
502. Festuca reverchonii Hack.
503. Festuca richardii E.B.Alexeev
504. Festuca richardsonii Hook.
505. Festuca rifana Litard. & Maire
506. Festuca rigescens (J.Presl) Kunth
507. Festuca rigidifolia Tovar
508. Festuca rigidiuscula E.B.Alexeev
509. Festuca riloensis (Hack. ex Hayek) Markgr.-Dann.
510. Festuca × ripensis M.Toman
511. Festuca rivularis Boiss.
512. Festuca roblensis Gonz.-Led.
513. Festuca robustifolia Markgr.-Dann.
514. Festuca roigii Dubc. & Ru´golo
515. Festuca rosei Piper
516. Festuca rothmaleri (Litard.) Markgr.-Dann.
517. Festuca rubra L., crvena vlasulja
518. Festuca rupicaprina (Hack.) A.Kern.
519. Festuca rupicola Heuff.,  brazdičasta vlasulja
520. Festuca × rurivaga Tretjakov
521. Festuca rzedowskiana E.B.Alexeev
522. Festuca sabalanica E.B.Alexeev
523. Festuca salzmannii (Boiss.) Boiss. ex Coss.
524. Festuca samensis Joch.Müll.
525. Festuca sanctae-martae Stancík
526. Festuca sanjappae Chandra Sek. & S.K.Srivast.
527. Festuca sardoa (Hack.) K.Richt.
528. Festuca saurica E.B.Alexeev
529. Festuca × savulescui Prodan
530. Festuca saxatilis Schur
531. Festuca saximontana Rydb.
532. Festuca scabra Vahl
533. Festuca scabriculmis (Hack.) K.Richt.
534. Festuca scabrifolia Renvoize
535. Festuca scariosa (Lag.) Pau
536. Festuca schischkinii Krivot.
537. Festuca sciurea Nutt.
538. Festuca sclerophylla Boiss. ex Bisch.
539. Festuca serana Markgr.-Dann.
540. Festuca setifolia Steud. ex Griseb.
541. Festuca sibirica Hack. ex Boiss.
542. Festuca sicula C.Presl
543. Festuca sikkimensis E.B.Alexeev
544. Festuca simensis Hochst. ex A.Rich.
545. Festuca simlensis (Stapf) E.B.Alexeev
546. Festuca simpliciuscula (Hack.) E.B.Alexeev
547. Festuca sinensis Keng ex E.B.Alexeev
548. Festuca sinomutica Xiang Chen & S.M.Phillips
549. Festuca sipylea (Hack.) Markgr.-Dann.
550. Festuca × sjuzevii Kulikov
551. Festuca skrjabinii E.B.Alexeev
552. Festuca skvortsovii E.B.Alexeev
553. Festuca sodiroana Hack. ex E.B.Alekseev
554. Festuca sommieri Litard.
555. Festuca soratana E.B.Alexeev
556. Festuca sororia Piper
557. Festuca × soshensis Tretjakov
558. Festuca soukupii Stancík
559. Festuca spectabilis Bertol., naočita vlasulja
560. Festuca spiralifibrosa Vetter
561. Festuca staroplaninica Velchev
562. Festuca stebeckii Renvoize
563. Festuca steinbachii E.B.Alexeev
564. Festuca stenantha (Hack.) K.Richt., uskoklasasta vlasulja
565. Festuca stojanovii (Acht.) Foggi & Petrova
566. Festuca stricta Host, stegnuta vlasulja
567. Festuca subalpina D.M.Chang & Skvortsov
568. Festuca subantarctica Parodi
569. Festuca subhirtella (Krajina ex Domin) M.Toman
570. Festuca subulata Trin.
571. Festuca subuliflora Scribn.
572. Festuca subulifolia Benth.
573. Festuca subverticillata (Pers.) E.B.Alexeev
574. Festuca sudanensis E.B.Alexeev
575. Festuca sumapana Stancík
576. Festuca sumatrana Jansen
577. Festuca summilusitana Franco & Rocha Afonso
578. Festuca superba Parodi ex Türpe
579. Festuca swallenii E.B.Alexeev
580. Festuca talamancensis Davidse
581. Festuca tancitaroensis Gonz.-Led. & S.D.Koch
582. Festuca tarmensis Pilg.
583. Festuca tatrae (Czakó) Degen
584. Festuca taurica (Hack.) A.Kern. ex Hack.
585. Festuca tectoria St.-Yves
586. Festuca teneriffae Roth
587. Festuca thracica (Acht.) Markgr.-Dann.
588. Festuca thurberi Vasey
589. Festuca tibetica (Stapf) E.B.Alexeev
590. Festuca ticinensis (Markgr.-Dann.) Markgr.-Dann.
591. Festuca toca Stancík
592. Festuca tolucensis Kunth
593. Festuca tovarensis Stancík & P.M.Peterson
594. Festuca trabutii E.B.Alexeev
595. Festuca trachyphylla (Hack.) Hack., brčak zečji
596. Festuca transcaucasica (St.-Yves) Tzvelev
597. Festuca trichophylla (Ducros ex Gaudin) K.Richt.
598. Festuca trichovagina F.Z.Li
599. Festuca tristis Krylov & Ivanitzk.
600. Festuca trollii E.B.Alexeev
601. Festuca tschatkalica E.B.Alexeev
602. Festuca tschujensis Reverd.
603. Festuca turimiquirensis Stancík & P.M.Peterson
604. Festuca tzveleviana Lazkov
605. Festuca tzvelevii E.B.Alexeev
606. Festuca ulochaeta Steud.
607. Festuca ultramafica Connor
608. Festuca undata Stapf
609. Festuca uninodis Hack. ex Stuck.
610. Festuca uralensis (Tzvelev) E.B.Alexeev
611. Festuca urubambana Stancík
612. Festuca ustulata (Hack. ex St.-Yves) Markgr.-Dann.
613. Festuca vaginalis (Benth.) Laegaard
614. Festuca vaginata Waldst. & Kit. ex Willd., vlasulja bradica
615. Festuca valdesii Gonz.-Led. & S.D.Koch
616. Festuca valentina (St.-Yves) Markgr.-Dann.
617. Festuca valesiaca Schleich. ex Gaudin, sitna vlasulja
618. Festuca valida (R.Uechtr.) Pénzes
619. Festuca vandovii Denchev
620. Festuca varia Haenke, promjenljiva vlasulja
621. Festuca vasconcensis (Markgr.-Dann.) Auquier & Kerguélen
622. Festuca venezuelana Stancík
623. Festuca ventanicola Speg.
624. Festuca venusta St.-Yves
625. Festuca versicolor Tausch
626. Festuca versuta Beal
627. Festuca vettonica Fuente, Ortúñez & Ferrero Lom.
628. Festuca vierhapperi Hand.-Mazz.
629. Festuca × vihorlatica Májovský
630. Festuca violacea Ser. ex Gaudin, ljubičasta vlasulja
631. Festuca viridula Vasey
632. Festuca vivipara (L.) Sm.
633. Festuca viviparoidea Krajina ex Pavlick
634. Festuca vizzavonae Ronniger
635. Festuca vulpioides Steud.
636. Festuca wagneri (Degen, Thaisz & Flatt) Krajina
637. Festuca wallichiana E.B.Alexeev
638. Festuca washingtonica E.B.Alexeev
639. Festuca werdermannii St.-Yves
640. Festuca × wettsteinii Vetter
641. Festuca willdenowiana Schult. & Schult.f.
642. Festuca wolgensis P.A.Smirn.
643. Festuca woodii Stancík
644. Festuca xanthina Roem. & Schult., zlatnožuta vlasulja
645. Festuca xenophontis Markgr.-Dann.
646. Festuca yalaensis Joch.Müll. & Catalán
647. Festuca yemenensis E.B.Alexeev
648. Festuca yulungschanica E.B.Alexeev
649. Festuca yunnanensis St.-Yves
650. Festuca ziganensis Markgr.-Dann.
651. Festuca × zobelii Wein

## Sinonimi
- Festuca paniculata (L.) Schinz & Thell., metličasta vlasulja = Patzkea paniculata (L.) G.H.Loos
- Festuca unilateralis (L.) Schrad., primorska klasolika = Festuca maritima L.